# Gilsfjörður

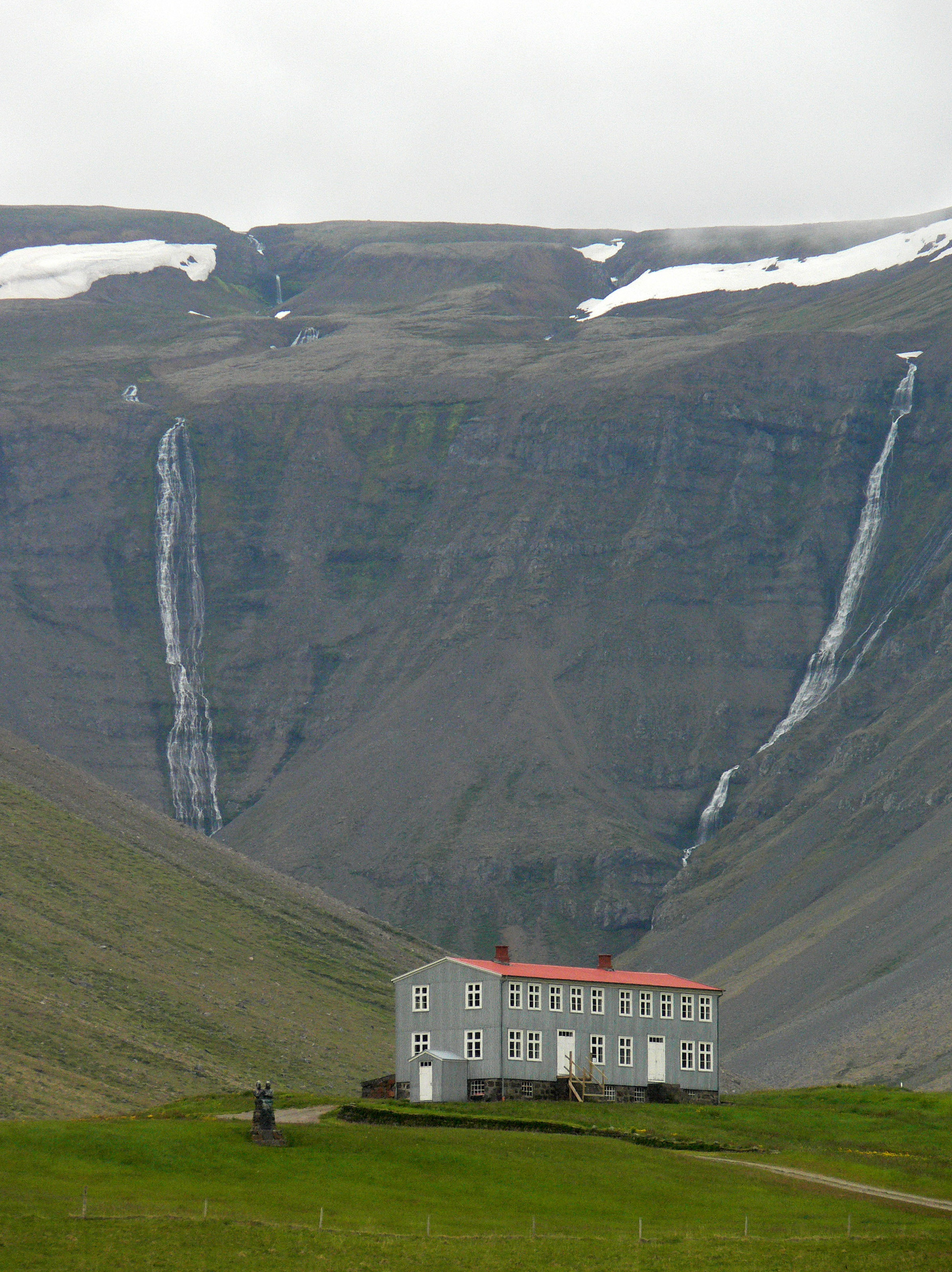
La scuola di agricoltura Ólafsdalsskólinn

Gilsfjörður (in lingua islandese: Fiordo di Gil) è un fiordo situato nel settore nordoccidentale dell'Islanda.

## Descrizione
Gilsfjörður è uno dei fiordi più meridionali nella regione dei Vestfirðir. È una diramazione dell'ampio Breiðafjörður e si estende in direzione est. Ha una larghezza di 4 km e penetra per 10 km nell'entroterra. È situato nel punto più stretto alla base della penisola che costituisce la regione dei fiordi occidentali. Sull'altro lato della penisola, separato da una striscia di terra di circa 10 km di distanza, si apre il fiordo Bitrufjörður. Le colline su entrambi i lati del fiordo raggiungono i 450–500 m sul livello del mare.
Non ci sono grandi insediamenti nel fiordo e le vecchie fattorie tendono a venire sempre più abbandonate.
Con l'alta marea tende a formarsi nel fiordo una laguna di acqua salmastra che accoglie una abbondante avifauna.
Sulla sponda meridionale del Gilsfjörður si apre la valle Ólafsdalur (valle di Ólaf), dove nel 1880 Torfi Bjarnason fondò la prima scuola agricola in Islanda, la Búnaðarskóli Vesturamtsins, chiamata normalmente Ólafsdalsskólinn, che gestì fino al 1907. Si possono ancora vedere l'edificio scolastico del 1896 e altre case della fine del XIX secolo. Qui è stata scoperta anche una casa vichinga del IX-X secolo.
La parte settentrionale del fiordo fa parte del comune di Reykhólahreppur (Vestfirðir) e la parte meridionale dei comuni di Dalabyggð (Vesturland)

## Conchiglie dell'era glaciale
Sulle alture al di sopra di Saurbær, nella parte alta del fiordo, si possono trovare conchiglie fossili risalenti all'era glaciale. Questo è collegato al fatto che la fusione dei ghiacciai durante l'interglaciale e alla fine dell'era glaciale, ha provocato l'innalzamento del livello del mare. Successivamente, in conseguenza della diminuzione della massa glaciale che gravava sulla terraferma, ci fu un innalzamento del livello del terreno collegato al rimbalzo post glaciale.

## Leggende
Secondo una leggenda popolare islandese, il Gilsfjörður assieme all'intero Breiðafjörður, sarebbero stati scavati dai troll, che volevano separare la regione dei fiordi occidentali dal resto dell'isola in modo da farla diventare la sede del proprio regno.

## Vie di comunicazione
La strada S60 Vestfjarðavegur attraversa il fiordo passando sopra a una diga di 3 chilometri e un ponte lungo 65 metri (costruito nel 1997) tra Saurbær e Króksfjarðarnes. La costruzione del ponte ha accorciato di 14 km il percorso fino a quel momento, a volte pericoloso, lungo entrambi i lati del fiordo. La diga ha provocato la formazione di una laguna che si estende su una superficie di 33 chilometri quadrati.
Sulla parte terminale della sponda meridionale del fiordo corre invece la strada sterrata T690 Steinsdalsvegur, che poi prosegue verso l'altopiano Steinsdalsheiði, con un percorso di 29 km che termina nel Kollafjörður. Aperta solo in estate, questa strada è stata la strada di collegamento più breve per Hólmavík dal 1933 al 1984.

## Storia
Secondo il Landnámabók, lo storico libro degli insediamenti in Islanda, la denominazione del fiordo Gilsfjörður (fiordo di Gil) deriva dal nome del suo primo abitante, un certo Gil che viveva a Kleifir.